# Messe para Funcionários Solteiros (Dili)

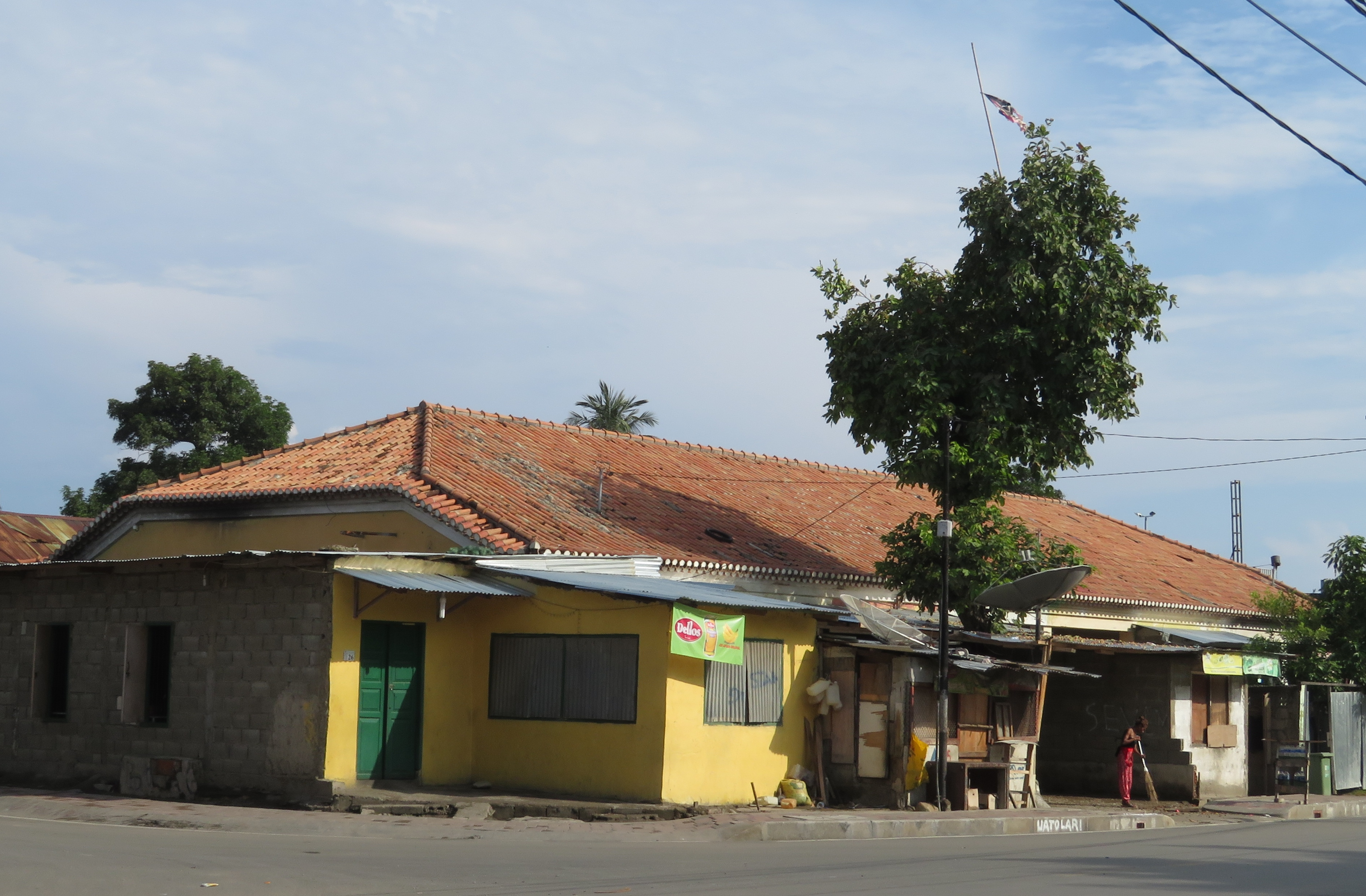
Wohnheim Messe para Funcionários Solteiros mit späteren Anbauten 2016

Das historische Gebäude Messe para Funcionários Solteiros befindet sich in Dili, der Hauptstadt Osttimors im Stadtteil Farol (Suco Motael). Es liegt an der Ecke Avenida Mártires da Pátria/Rua Karketu Mota-ain.
Es handelt sich um ein ehemaliges Wohnheim für ledige Kolonialbeamte, das 1953 im Rahmen des 1951 erstellten Bebauungsplanes (Plano Geral de Urbanização de Dili) der Stadt Dili erbaut wurde. Wegen der ausgedehnten Zerstörungen, die Dili im Zweiten Weltkrieg erlitten hatte, bestand ein ausgeprägter Mangel an Unterkünften für portugiesische Beamte, die zum Wiederaufbau Osttimors, das damals noch eine Kolonie Portugals war, hierhin versetzt worden waren. Der Bau des ebenerdigen, rechteckigen Gebäudes mit acht geräumigen Einzelzimmern erfolgte nach Plänen, die der portugiesische Architekt Mário de Oliveira 1952 entworfen hatte. Jedes der acht Zimmer verfügte über einen kleineren Vorraum und eine eigene Terrasse, jedoch nicht über ein eigenes Bad. In unmittelbarer Umgebung des Wohnheimes befanden sich Militärunterkünfte mit entsprechenden Speiseräumen und Gemeinschaftsbädern, die von den hier wohnenden Beamten mitbenutzt wurden.
Das Gebäude, das auch unter dem Namen Antiga Messe de Oficiais  bekannt ist, wurde durch zahlreiche Anbauten, bedingt durch das starke Bevölkerungswachstums in der Stadt, im Laufe der Jahrzehnte äußerlich verändert, ist jedoch noch heute als Bauwerk der Kolonialzeit gut erkennbar. Das weithin sichtbare Walmdach mit den roten Ziegeln überragt die niedrigen Häuser der Nachbarschaft. Von ihnen weist eines auf dem Dach verzierte Schornsteine auf, die für die portugiesische Architektur des frühen 20. Jahrhunderts vor allem an der Algarve typisch sind. Gegenüber befindet sich der Park Jardim 5 de Maio.